# Клан Каткарт

Гребінь клану Каткарт.

Герб вождів клану Каткарт.

Клан Каткарт (шотл. - Clan Cathcart) - клан Кахкарт, клан Кехкарт, клан Кеткарт - один з кланів рівнинної частини Шотландії - Лоуленду.
Гасло клану: I hope to speed - Я сподіваюсь на швидкість
Вождь клану: Високоповажний Чарльз Алан Ендрю Каткарт (шотл. - Charles Alan Andrew Cathcart) - VII граф Каткарт, віконт Каткарт, лорд Каткарт, барон Грінок
Резиденція вождя клану: Замок Гателі-Холл (шотл. - Gateley Hall)
Історична резиденція вождя клану: Замок Каткарт (ірл. - Cathcart Castle)

## Історія клану Каткарт

### Походження клану Каткарт
Назва клану - територіальна. Клан жив на землях Каткарт, що названі були по назві річки Карт, що тече в Ренфруширі. Гельське слово Кех означає «кошик» - заплава річки назадує кошик. Засновником клану вважається Арнальдус де Кехкарт. У 1178 році він згадується в грамоті королівського стюарта щодо земель абатства Пейслі. Його син Вільям де Кехкарт згадується в грамотах 1200 року щодо земель Кнок, що в Волкіншоу і належали абатству Пейслі. У 1234 році в грамотах щодо земель Кулбрех, що належали абатству Пейслі згадується Алан де Кехкарт.

### XIV століття - війна за незалежність Шотландії
Алан де Кеткарт мав сина - Вільяма де Кеткарта - він був одним з шотландських баронів та вождів шотландських кланів, що змушені були прийняти присягу на вірність королю Англії Едуарду І Довгоногому і підписати відповідний документ «Рагман Роллс» у 1296 році.  Вільям успадкував майно Алана де Кеткарта, що був переконаним прихильником короля Роберта Брюса в його боротьбі за незалежність Шотландії. Він підтримав брата короля - Едуарда Брюса, пішов в його армію і воював за незалежність Шотландії та Ірландії. Він був серед тих п'ятдесяти лицарів, які здивували сучасників - вони пішли в бій на англійську армію під проводом лорда Сент-Джона, що значно перевищували їх по чисельності і розбили її в битві в Галловей. Алан де Кеткарт лишився живим пройшовши битви війни за незалежність Шотландії. Він згадується в документі 1336 року - він прийняв дар від Домініканських ченців з Глазго. В документі його назвали Домінус Еюсдем (лат. - Dominus Ejusdem) та вождем клану Кеткарт. Алан Кеткарт був споріднений з королівським кланом Брюс через свою дружину, що була сестрою сера Дункана Воллеса Сандрама - чоловіка Елеонори Брюс - графині Каррік.

### XV - XVI століття
Сер Алан де Кеткарт отримав кілька маєтків у землях Каррік. Він отримав титули пера та лорда Каткарта в 1447 році. Він також отримав в нагороду від короля землі в Айрширі, зокрема, землі Авхінкруйв, якими володіли вожді клану до 1718 року. Сер Алан отримав посаду каштеляна королівського замку Дундональд. У 1485 році він був призначений командиром королівської артилерії.
Алан Кеткарт - другий син лорда Кеткарта був убитий разом з двома своїми зведеними братами - Робертом та Джоном у 1513 році в битві під Флодден. ІІІ лорд Кеткарт був убитий в битві під Пінкі-Клев у 1547 році. Така була нещаслива доля вождів клану Кеткарт!
Алан Кеткарт - IV лорд Кеткарт був протестантом і одним із засновників шотландської Реформації. Він і люди його клану боролися за Регента Мореї в битві під Лангсайд у 1568 році проти армії королеви Шотландії католички Марії І Стюарт. Давній замок Кеткарт розташований біля поля тодішньої битви, і з його стін Марія Стюарт спостерігала за боєм і очікувала на перемогу або поразку.

### XVII - XVIII століття
Чарльз Кеткарт - VIII лорд Кеткарт народився в 1686 році і зробив блискучу військову кар'єру. Він став командиром полку «Сірих шотландців» в 1709 році. Під час повстання якобітів у 1715 році VIII лорд Кеткарт і його клан були на стороні уряду Великої Британі і правлячої династії, він командував загоном драгунів і саме ця кіннота обійшла і вдарила з тилу армію якобітів в битві під Шеріфмуйр. 
Чарльз Кеткарт - IX лорд Кеткарт був ад'ютантом герцога Камберленда і воював у складі армії Великої Британії проти якобітів, брав участь у битві під Куллоден у 1746 році, де він був поранений. У 1768 році він був призначений послом в Московщину - в Санкт-Петербург, і він був добре прийнятий москалями та їх імператрицею Катериною II. Він носив пляму на щоці, щоб приховати рану, яка була отримана в битві під Фонтенуа.

### Наполеонівські війни
Вільям Кеткарт - Х лорд Кеткарт супроводжував свого батька в Росію. Після повернення до Шотландії, він зайнявся науковою роботою в області правознавства. Коли він успадкував родові землі, звання вождя клану і титули, він залишив наукову роботу і повернувся в армію. Дослужився до звання генерал-лейтенанта, був головнокомандуючим британськими збройними силами в Ірландії, що в той час «прославились» кривавим придушенням повстань ірландців. Він був нагороджений орденом Будяка - став лицарем Будяка.
Під час наполеонівських війн у 1807 році війська Наполеона були повністю захопити Данію. Лорд Кеткартом і адмірал Гамбьер успішно обложили Копенгаген і захопили данський флот - понад 60 кораблів разом з військово-морськими гарматами і боєприпасами. Лорд Кеткарт був нагороджений титулами віконт Кеткарт і барон Грінок. У червні 1814 року він отримав титул граф Кеткарт.
II граф Кеткарт теж зробив блискучу військову кар'єру і брав участь у Піренейській війні, та у битві під Ватерлоо в 1815 році. Він був також командиром британської армії в Шотландії і губернатором Единбурзького замку з 1837 по 1842 рік.